# Striatoppia similis
Striatoppia similis är en kvalsterart som beskrevs av Subías och Anurup Kumar Sarkar 1983. Striatoppia similis ingår i släktet Striatoppia och familjen Oppiidae.

## Underarter
Arten delas in i följande underarter:
- S. s. similis
- S. s. polynesica